# نيكول روتمان
نيكول روتمان (بالألمانية: Nicole Rottmann)‏ مواليد 28 يونيو 1989 في النمسا، هي لاعبة كرة مضرب نمساوية. أعلى تصنيف لها في الفردي كان 307. أعلى تصنيف لها في الزوجي كان 185.

## النهائيات

### الفردي (2–3)
| الحصيلة | الرقم | التاريخ        | الدورة               | الأرضية | المنافس           | النتيجة            |
| ------- | ----- | -------------- | -------------------- | ------- | ----------------- | ------------------ |
| الوصافة | 1.    | 16 يونيو 2007  | عنابة، الجزائر       | ترابية  | ليزا سابينو       | 3–6, 3–6           |
| الفوز   | 1.    | 24 سبتمبر 2007 | سالونيك، اليونان     | ترابية  | أليس موروني       | 6–4, 6–0           |
| الوصافة | 2.    | 9 مايو 2011    | كاندية، اليونان      | صلبة    | ديسبينا باباميشيل | 1–6, 6–3, 2–6      |
| الفوز   | 2.    | 23 مايو 2011   | ديربان، جنوب أفريقيا | صلبة    | كاثرين كرامبروفا  | 6–7(4–7), 7–5, 6–1 |
| الوصافة | 3.    | 11 مارس 2013   | متبك، المكسيك        | صلبة    | مارسيلا زاكارياز  | 1–6, 1–6           |

## روابط خارجية
- نيكول روتمان على موقع رابطة محترفات التنس (الإنجليزية)
- نيكول روتمان على موقع الاتحاد الدولي لكرة المضرب (الإنجليزية)
- نيكول روتمان على موقع كأس بيلي جين كينغ (الإنجليزية)
- نيكول روتمان على موقع خلاصة التنس.كوم (الإنجليزية)
- نيكول روتمان على موقع إي إس بي إن.كوم (الإنجليزية)